# 清水村 (福岡県)
清水村（きよみずむら）は、福岡県山門郡にあった村。現在のみやま市の一部。

## 地理
清水連山の西麓に位置した。

## 歴史
- 1889年（明治22年）4月1日 - 町村制の施行により、山門郡大草村、山門村、本吉村が合併して村制施行し、清水村が発足[1][2]。
- 1907年（明治40年）1月1日 - 山門郡水上村と合併し東山村を新設して廃止された[1][2]。